# Grumman F3F
Grumman F3F — винищувач-біплан, виготовлений компанією Grumman для ВМС США в середині 1930-х років.Він надійшов на озброєння в 1936 році як останній біплан, поставлений будь-якій американській військовій авіації. F3F, який успадкував розроблену Leroy Grumman висувну головну конфігурацію шасі, яка вперше була використана на Grumman FF, послужив основою для дизайну біплана, який зрештою перетворився на набагато успішніший F4F Wildcat.